# Hamza Igamane
Hamza Igamane ( ⵃⴰⵎⵣⴰ ⵉⴳⴰⵎⴰⵏ  en tamazighte et en arabe : حمزة إغمان), né le 2 novembre 2002 à Témara au Maroc, est un footballeur international marocain qui évolue au poste d'avant-centre aux Rangers FC.

## Biographie

### Naissance et débuts
Hamza Igamane naît à Témara, à 15 km de Rabat au Maroc. Il grandit dans le quartier de Massira 2 dans une famille de footballeurs et commence tôt à pratiquer le football dans les rues de son quartier.
Il est inscrit à un âge tardif au Wydad Témara, club de sa ville natale. Il n'y dispute qu'une seule saison avant d'être repéré par les scouts de clubs marocains.

### Formation à l'AS FAR
Hamza Igamane intègre le centre de formation de l'AS FAR à l'âge de seize ans. Une seule saison chez les jeunes de l'AS FAR suffit pour qu'il fasse sa première apparition avec l'effectif professionnel, lors de la saison 2021-2022.
Lors de la saison 2022-23, le joueur s'impose en tant qu'élément clé de l'effectif du club et réalise de remarquables prestations lors de la Coupe de la confédération. L'AS FAR et Igamane sont éliminés en quarts de finale après un score cumulé (match aller retour) de 4-3 en faveur de l'USM Alger, vainqueurs de cette édition,. Le 23 juin 2023, à l'occasion de la dernière journée de championnat, il remporte le championnat du Maroc après une victoire de 2-3 contre l'Ittihad Riadhi de Tanger à l'extérieur et devance le Wydad AC qui termine vice-champion,. Il devient ainsi le plus jeune joueur de l'histoire à gagner le championnat marocain.
Lors de la saison 2023-2024, il inscrit son premier triplé lors d'un match de championnat, à l'occasion d'un derby contre le Fath Union Sports (victoire, 1-4). Igamane termine ainsi sa dernière saison en tant que vice-champion du Maroc.

### Rangers FC
Le 6 juillet 2024, il s'engage pour cinq saisons au Rangers FC pour un montant de trois millions d'euros. Il dispute ainsi la saison 2024-2025 sous la houlette de l'entraîneur Philippe Clement et son adjoint, Issame Charaï, qu'il connaît de la sélection marocaine olympique. Ce transfert est facilité par ces deux hommes ainsi que Chris Van Puyvelde, directeur technique de la Fédération royale marocaine de football.
Le 1re septembre 2024, il dispute son premier match avec le Rangers FC en championnat en entrant en jeu lors du derby contre le Celtic FC à la place de Václav Černý (défaite, 3-0). Un mois plus tard, il reçoit sa première titularisation contre le Hibernian FC, que le Rangers FC remporte sur le score d'un but à zéro. Le 24 octobre, il inscrit son premier but avec le club grâce à une passe décisive de Connor Barron à l'occasion d'un match de Ligue Europa contre le Fotbal Club FCSB (victoire, 4-0). Durant la compétition européenne, Igamane fait régulièrement parler de lui, notamment grâce à ses prestations remarquables, notamment face à l'OGC Nice, face auquel il inscrit un doublé, ainsi que contre le Tottenham Hotspur, face auquel il est à nouveau buteur,,,. 
En mai 2025, il est nommé parmi les prétendants du PFA Scotland Young Player of the Year, qui récompense le meilleur jeune joueur du championnat,. Il est également nommé parmi les prétendants du meilleur but de la saison. Il finit par remporter les deux prix,. Il est également mis en lumière par la presse internationale.

### En sélection

#### Parcours international junior
Lors de cette même trêve internationale, il rejoint le Maroc olympique sous le nouveau sélectionneur Issame Charaï pour un match amical face à la Côte d'Ivoire olympique à Rabat dans le cadre des préparations à la Coupe d'Afrique des nations des moins de 23 ans qui se déroulera au Maroc en 2023,. Lors de ce match, il est titularisé mais encaisse trois buts (défaite, 2-3). Deux jours plus tard, il figure sur le banc lors d'un nouveau match amical face au Togo olympique, ne faisant aucune entrée en jeu (victoire, 2-0).
Le 9 juin 2023, il figure sur la liste définitive d'Issame Charaï pour prendre part à la CAN U23 qui a lieu au Maroc. Les matchs de phase de groupe ont lieu en fin de mois de juin contre la Guinée olympique, le Ghana olympique et la RD Congo olympique au Complexe sportif Moulay-Abdallah de Rabat. Le 24 juin 2023, à l'occasion du premier match contre la Guinée olympique, il est mis pendant 90 minutes sur le banc malgré une victoire marocaine (victoire, 2-1). Titularisé lors du premier match contre la Guinée olympique (victoire, 2-1), il est une deuxième fois d'affilée mis sur le banc lors de la deuxième journée de la CAN U23 contre le Ghana olympique et valide malgré tout son ticket pour les demi-finales de la compétition après une victoire de 5-1,. Le 30 juin, il dispute son premier match de la compétition contre le Congo olympique en entrant en jeu à la 46e minute à la place de Couhaib Driouech (victoire, 1-0),. La finale est remportée par le Maroc en prolongation contre l'Égypte olympique grâce à un but d'Oussama Targhalline (victoire, 2-1),.
Qualifié pour les Jeux olympiques d'été de 2024, il n'est finalement pas repris sur la liste définitive des 22 joueurs convoqués, concoctées par le nouveau sélectionneur Tarik Sektioui. Lors de son passage au Maroc olympique, sous la houlette de Issame Charaï, plusieurs clubs le convoitent, dont l'entraîneur Philippe Clement du Rangers FC.

#### Maroc
Figurant sur la liste des présélectionnés de Walid Regragui en mars 2023 pour des matchs amicaux contre le Brésil et le Pérou, il n'est pas repris sur la liste définitive. Lors de la conférence de presse de cette trêve internationale, Regragui déclare à propos d'Igamane : « Igamane est en progression. On le suit de près. Au moment opportun, il sera appelé en équipe première. Pour le moment, il est avec les U23. Son temps viendra. ».
Convoqué en mars 2025 pour les qualifications à la Coupe du monde 2026, il fait ses débuts internationaux à l'occasion d'un match contre le Niger, honorant sa première sélection au Stade d'honneur d'Oujda, faisant son entrée à la 82e minute en remplaçant Youssef En-Nesyri (victoire, 1-2),,.

## Statistiques

### En sélection marocaine U23
Le tableau suivant liste les rencontres de l'équipe du Maroc U23 des catégories des jeunes dans lesquelles Hamza Igamane a été sélectionné depuis le 24 mars 2023.
| Catégorie | Date            | Lieu       | Adversaire     | Résultat | Minutes | Compétition  | Buts | Passes | Capitaine | Club   |
| --------- | --------------- | ---------- | -------------- | -------- | ------- | ------------ | ---- | ------ | --------- | ------ |
| Maroc U23 | 24 mars 2023    | Rabat      | Togo           | 2 – 0    | 46 min  | Match amical | 0    | 1      | Non       | AS FAR |
| Maroc U23 | 27 mars 2023    | Rabat      | Ouzbékistan    | 3 – 0    | 63 min  | Match amical | 0    | 0      | Non       | AS FAR |
| Maroc U23 | 15 juin 2023    | Rabat      | Mauritanie     | 4 – 1    | -       | Match amical | 0    | 0      | Non       | AS FAR |
| Maroc U23 | 19 juin 2023    | Rabat      | Zambie         | 3 – 1    | -       | Match amical | 0    | 0      | Non       | AS FAR |
| Maroc U23 | 30 juin 2023    | Rabat      | Congo          | 1 – 0    | 45 min  | CAN U23      | 0    | 0      | Non       | AS FAR |
| Maroc U23 | 4 juillet 2023  | Rabat      | Mali           | 2 – 2    | 14 min  | CAN U23      | 0    | 0      | Non       | AS FAR |
| Maroc U23 | 12 octobre 2023 | Casablanca | Irak           | 0 – 1    | 6 min   | Match amical | 0    | 0      | Non       | AS FAR |
| Maroc U23 | 26 mars 2024    | Antalya    | Pays de Galles | 2 – 0    | 90 min  | Match amical | 2    | 0      | Non       | AS FAR |

### En sélection
Le tableau suivant liste les rencontres de l'équipe du Maroc dans lesquelles Hamza Igamane a été sélectionné depuis le 21 mars 2025 jusqu'à présent.

## Palmarès

### En club
AS FAR
- Championnat du Maroc (1) :
  - Champion : 2023
  - Vice-champion : 2024.
- Coupe du Maroc (1) :
  - Vainqueur : 2020
  - Finaliste : 2023

 Rangers FC
- Coupe de la Ligue écossaise
  - Finaliste : 2024

### En sélection
Maroc -23 ans
- Coupe d'Afrique des nations U23 :
  -  Vainqueur : 2023.

### Distinctions personnelles
- 2025 : Meilleur jeune joueur de la saison en championnat écossais[23]
- 2025 : Vainqueur du prix du plus beau but de la saison[23]

## Vie privée
Hamza Igamane se considère musulman et pratique le jeûne durant le mois de Ramadan.